# 托雷维耶哈
托雷维耶哈（西班牙語：Torrevieja）:878，是西班牙巴伦西亚自治区阿利坎特省的一个市镇。总面积71km2，总人口50953人（2001年），人口密度718人/km2。